# Noms, abréviations des noms et surnoms de la ville de New York
La ville de New York a la particularité d'être régulièrement désignée par de nombreux noms, abréviations et autres surnoms.

## Anciens noms
Giovanni Verrazano avait baptisé la baie newyorkaise « Nouvelle-Angoulême » en 1524. Puis, lorsque les premiers colons y furent établis en 1626, les Néerlandais ont fondé la Nouvelle-Amsterdam (Nieuw Amsterdam) à la pointe sud de l'île de Manhattan. La ville fut rebaptisée « New York », (littéralement Nouvelle-York), à partir de la conquête anglaise de 1664. Elle prit le nom de «Nouvelle-Orange» (Nieuw Oranje ) pendant la réoccupation néerlandaise de 1673-74.

## Nom officiel
Le nom officiel de la ville de New York est « City of New York ».

## Noms usuels
Par commodité, on désigne régulièrement la ville par les noms de « New York City », ou encore de « New York ».

### Désignations par les initiales
Les initiales « NY » (New York) et « NYC » (New York City) sont régulièrement utilisées pour faire référence à la ville.
On retrouve l'abréviation « NY » dans le logo de l'équipe de baseball des Yankees de New York, dans le logo de l'équipe de baseball des Mets de New York, dans le logo de l'équipe de football américain des Giants de New York et dans le logo de l'équipe de football américain des Jets de New York

### Surnoms
New York a de nombreux surnoms, parmi lesquels « la Grosse Pomme » (Big Apple), « Gotham », « La ville qui ne dort jamais », « La ville debout », etc.

### Autres
- New York
- Histoire de New York
- Liste de périphrases désignant des villes